# Joey Stefano
Nicolas Anthony Iacona Jr. alias Joey Stefano (Chester (Pennsylvania), 1 januari 1968 - Los Angeles, 26 november 1994) was een Amerikaans pornoacteur die voornamelijk in homofilms optrad.

## Leven
Stefano groeide op in Philadelphia. Zijn vader stierf toen hij vijftien was. Na een aantal jaren in de prostitutie en van drugsgebruik in New York verhuisde hij naar Los Angeles waar hij onder de vleugels van pornofilmregisseur en travestiet Chi Chi LaRue terechtkwam en al snel naam maakte in de homoseksuele pornografie. Behalve door zijn uiterlijk verwierf hij vooral ook populariteit door zijn rol van "hungry bottom".
Zijn succes trok de aandacht van Madonna, die hem in 1992 als model gebruikte in haar boek Sex.
Gedurende zijn leven was hij het onderwerp van geruchten (die hij o.m. zelf verspreidde) m.b.t. prominente figuren uit de entertainmentindustrie die zelf homoseksueel waren.

## Dood
Hij was hiv-positief en stierf op 26-jarige leeftijd aan een overdosis speedball (cocaïne, morfine, heroïne en ketamine) in de douche van een motel op Sunset Boulevard in Hollywood. Zijn lichaam werd overgebracht naar Pennsylvania waar hij naast zijn vader begraven werd.
Zijn leven wordt beschreven in de biografie Wonder Bread and Ecstasy: The Life and Death of Joey Stefano door Charles Isherwood. Zijn leven was ook het onderwerp van een eenmanstoneelstuk, Homme Fatale: The Fast Life and Slow Death of Joey Stefano door de Australische toneelschrijver Barry Lowe.

## videografie (selectie)
- Penis Fly Trap (2004) postuum
- Prettiest Face I Ever Came Across (2004) postuum
- Slave To Cock (2004) postuum
- Temptation (2004) postuum
- Obsessively Compulsive (2002) postuum
- Masquerade (2001) postuum
- All About Last Night (1995) postuum
- Tommy Boy (1995) postuum
- One Man's Poison (1994)
- Tijuana Toilet Tramps (1994)
- Bi Golly (1993)
- The Dildo Kings (1993)
- My Cousin Danny (1992)
- Sex In Wet Places (1992)
- Songs In The Key Of Sex (1992)
- Innocence Found (1991)
- Man Of The Year (1991)
- More Of A Man (1991)
- Price Charming (1991)
- Scoring -aka- Score (1991)
- Pumping Up: Flex 2 (1990)
- Big Bang (1990)
- French Kiss (1990)
- G-Squad (1990)
- Hard Knocks (1990)
- Hard Moves (1990)
- Hard Steal (1990)
- Hole In One (1990)
- Idol Eyes (1990)
- On The Rocks (1990)
- Plunge (1990)
- Ranger Nick 2 (1990)
- Revenge: More Than I Can Take (1990)
- Say Good-bye (1990)
- The Stroke (1990)
- To The Bone (1990)
- Billboard (1989)
- Fond Focus (1989)
- Karens Bi-line (1989)
- Raw Footage (1989)
- Sex, Lies And Videocassette (1989)
- Sharon And Karen (1989)
- The Buddy System 2 (1989)
- Tough Competition 2

- Bibliothèque nationale de France: cb13749441g (data)
- Gemeinsame Normdatei: 1239146922
- International Standard Name Identifier: 0000 0000 3103 1206
- Library of Congress Control Number: n96053505
- Nationale Bibliotheek van Israël: 987007329856205171
- Virtual International Authority File: 36180744
- WorldCat: E39PBJgXbvJp4THvGKMv9YbWXd